# Lijst van rijksmonumenten in Putte
De plaats Putte in de Brabantse gemeente Woensdrecht kent 19 inschrijvingen in het rijksmonumentenregister. Hieronder een overzicht.
| Object                                 | Oorspronkelijke functie?  | Bouwjaar | Architect           | Locatie                | Coördinaten?                  | Nr.?   | Afbeelding                           |
| -------------------------------------- | ------------------------- | -------- | ------------------- | ---------------------- | ----------------------------- | ------ | ------------------------------------ |
| Gedenkteken voor Jacob Jordaens        | Gedenkteken               | 1877     | Jef Lambeaux        | Antwerpsestraat bij 32 | 51° 21' 26" NB, 4° 23' 42" OL | 32209  | Meer afbeeldingen                    |
| Herenhuis                              | Woonhuis                  |          |                     | Antwerpsestraat 33     | 51° 21' 25" NB, 4° 23' 38" OL | 32210  | Herenhuis                            |
| De Gloriette                           | Bijgebouwen kastelen enz. | 1768     |                     | Canadalaan bij 27      | 51° 21' 23" NB, 4° 23' 5" OL  | 389627 | Meer afbeeldingen                    |
| Poort                                  | Begraafplaats en -onderdl | 1924     |                     | Putseweg 34            | 51° 22' 31" NB, 4° 23' 6" OL  | 516690 | Poort                                |
| Poort                                  | Begraafplaats en -onderdl | 1924     |                     | Noordstraat 36         | 51° 22' 31" NB, 4° 23' 6" OL  | 516691 | Upload foto                          |
| Sombre Hadass, monument                | Begraafplaats en -onderdl | 1935     |                     | Putseweg 24            | 51° 22' 19" NB, 4° 23' 17" OL | 516693 | Upload foto                          |
| Sombre Hadass, grafmonument Bernsohn   | Begraafplaats en -onderdl | ca. 1924 |                     | Putseweg 24            | 51° 22' 19" NB, 4° 23' 17" OL | 516694 | Upload foto                          |
| Grafmonument voor een anoniem kind     | Begraafplaats en -onderdl | ca. 1910 | CL. Jockheere, Kiel | Antwerpsestraat 269    | 51° 21' 55" NB, 4° 23' 16" OL | 516699 | Upload foto                          |
| Toren van de R.K. Dionysiuskerk        | Kerk en kerkonderdeel     | 1865     | P. Soffers          | Antwerpsestraat 35     | 51° 21' 26" NB, 4° 23' 38" OL | 516700 | Meer afbeeldingen                    |
| Villa van Servais                      | Woonhuis                  | 1883     |                     | Putseweg 44            | 51° 22' 43" NB, 4° 23' 26" OL | 516701 | Upload foto                          |
| Sombre Hadass, muur met twee poorten   | Begraafplaats en -onderdl | ca. 1930 |                     | Putseweg 24            | 51° 22' 18" NB, 4° 23' 11" OL | 525634 | Sombre Hadass, muur met twee poorten |
| Sombre Hadass, binnenpoort             | Begraafplaats en -onderdl | ca. 1920 |                     | Putseweg 24            | 51° 22' 19" NB, 4° 23' 17" OL | 525635 | Sombre Hadass, binnenpoort           |
| Sombre Hadass, grafmonument Unterman   | Begraafplaats en -onderdl | ca. 1920 |                     | Putseweg 24            | 51° 22' 19" NB, 4° 23' 17" OL | 525636 | Upload foto                          |
| Sombre Hadass, grafmonument Max Halevy | Begraafplaats en -onderdl | 1933     |                     | Putseweg 24            | 51° 22' 19" NB, 4° 23' 17" OL | 525637 | Upload foto                          |
| Aula                                   | Begraafplaats en -onderdl | ca. 1915 |                     | Putseweg bij 36        | 51° 22' 33" NB, 4° 23' 7" OL  | 525638 | Upload foto                          |
| Ontvangstgebouw                        | Begraafplaats en -onderdl | 1924     |                     | Putseweg bij 36        | 51° 22' 31" NB, 4° 23' 6" OL  | 525639 | Upload foto                          |
| Grafmonument van de familie Horowitz   | Begraafplaats en -onderdl | ca. 1910 |                     | Putseweg 36            | 51° 22' 33" NB, 4° 23' 7" OL  | 525640 | Upload foto                          |